# Palæozoikum
Palæozoikum (græsk: palaios, 'gammel', og zoon, 'dyr'; 'gamle dyrs tidsalder'), tidligere kaldet Jordens oldtid, er en geologisk æra, som strækker sig fra 541 til 252 millioner år siden, hvor Palæozoikum blev afløst af mesozoikum.
Palæozoikum er den ældste æra i æonen Phanerozoikum.
Palæozoikum starter med perioden/systemet Kambrium med at fossilerede flercellede organismer mere komplekse end svampe og gopler dukker op. Der dukker "pludseligt" ca. 50 biologiske rækker op uden fortilfælde. Denne opdukken af dyrerækker kaldes for den kambriske eksplosion. De første armfødder, trilobitter, bløddyr og koraller dukker op.
I Ordovicium dukker de første søstjerner, søliljer, mosdyr og søpindsvin frem.
I Silur dukker de første skorpioner og landplanter frem.
I Devon dukker de første mider, tusindben, hajer, vingeløse insekter, benfisk og frøer frem.
I Karbon dukker de første hvirveldyr på land, første belemnitter (vættelys-blæksprutter), kakerlakker, krybdyr og bregner frem.
I Perm kommer de første nøgenfrøede planter (Gingko) og biller. Perm afsluttes med den største arts masseuddøen, hvor måske op til 95% af alle arter uddøde.